# Washington Street

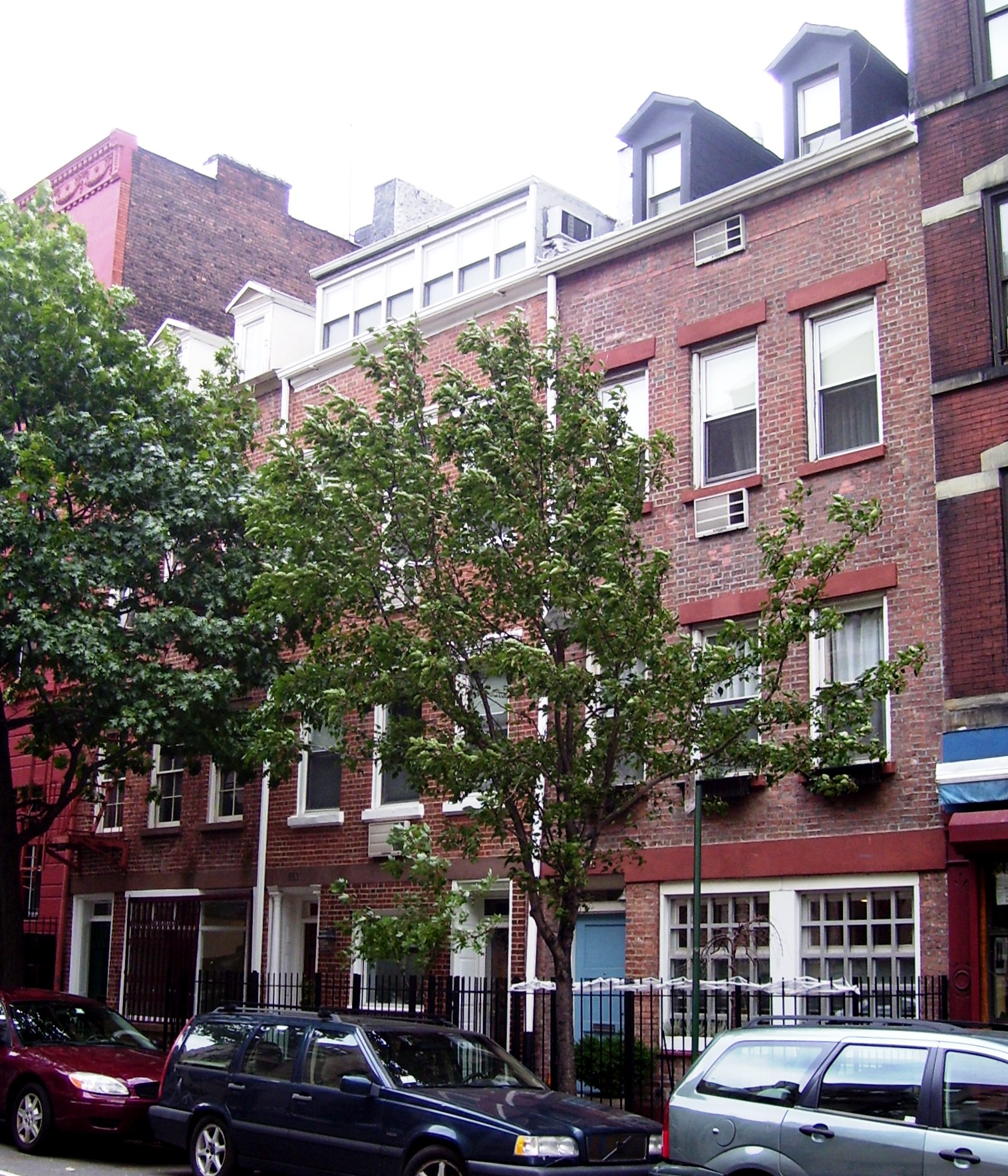
Estas casas de estilo federal en los números 651–655 Washington Street se ubican dentro de la Extensión del Distrito Histórico de Greenwich Village.

Washington Street (en inglés: calle Washington) es una calle de sentido norte-sur en el borough de Manhattan en Nueva York. Su recorrido lo realiza en varios segmentos desde su extremo norte en la calle 14 Oeste en el Meatpacking District hasta su extremo sur en Battery Place en Battery Park City. Washington Street es, por la mayor parte de su recorrido, la calle más occidental del bajo Manhattan sin contar a West Street. Las excepciones a esta regla son el segmento de una cuadra en la West Village donde Weehawken Street se ubica entre las calles West y Washington, y en Battery Park City.
Las principales transversales oeste-este que cruzan esta vía incluyen (de norte a sur): Christopher Street, Houston Street y Canal Street; los vecindarios que se atraviesan incluyen al Meatpacking District, la West Village, Hudson Square y Tribeca. Al norte de Canal Street, el sentido del tráfico en Washington Street es hacia el sur; al sur de Canal Street, el tráfico es hacia el norte.

## Historia
Washington Street fue nombrada en honor de George Washington, primer Presidente de los Estados Unidos. Los terrenos donde se extiende fueron propiedad de la iglesia de la Trinidad y fueron cedidos a la ciudad en 1808.
Hasta los años 1940, una parte de Washington Street, especialmente entre Battery Place y Rector Street, conformaba el barrio de Little Syria (en inglés, Pequeña Siria), pues allí vivía una nutrida comunidad de árabes cristianos, procedentes de los actuales Líbano y Siria. El vecindario y sus casas, entonces descritas por The New York Times como el "corazón del mundo árabe neoyorquino", fueron derruidos para abrir espacio para la entrada del túnel Brooklyn-Battery, que se inauguró en 1950.
En el actual emplazamiento del World Trade Center, Washington Street se cruzaba con un vecindario conocido como Radio Row, especializado en la venta de repuestos de radio. El vecindario fue demolido en 1962 para dejar sitio a la construcción del primer World Trade Center. Gran parte de la ruta de Washington Street en esta zona, desde Hubert Street  en Tribeca hasta Albany Street al sur del actual World Trade Center, fue desde entonces demolida con excepción de un segmento de una cuadra entre las calles Barclay y Vesey. En la primera década del siglo XXI, otro segmento de una cuadra de Washington Street en Tribeca que aún existía entre las calles Warren y Murray desapareció. 101 Warren Street estaba siendo construido en ese sitio en el 2006, reemplazando ese sector remanente de Washington Street.

## Estructuras notables

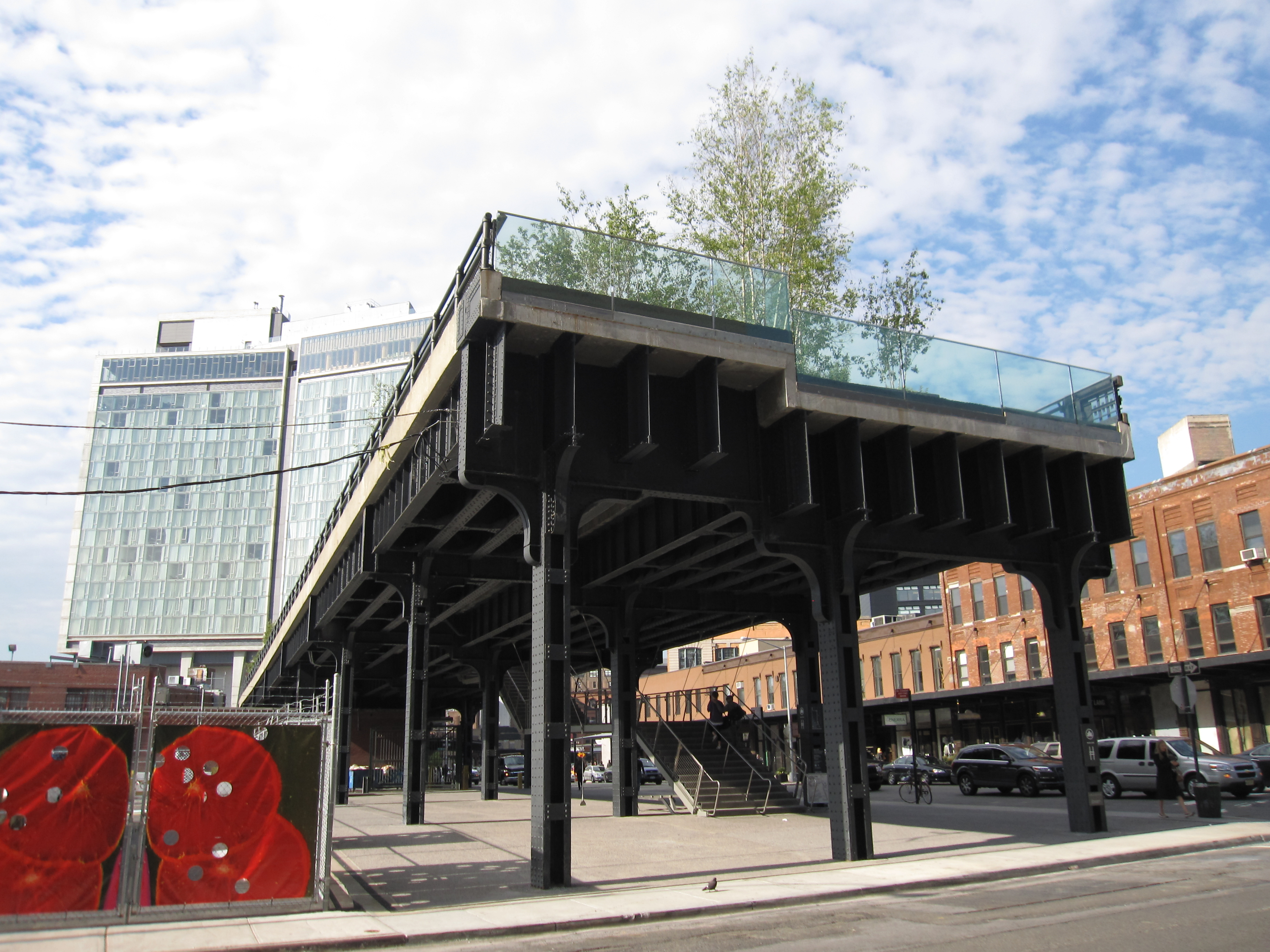
Finalización de High Line Park en la esquina de las calles Gansevoort y Washington. A la espalda se puede ver el Standard Hotel

- 7 World Trade Center – un rascacielos construido en el sitio del anterior del mismo nombre que fuera destruido durante los ataques del 11 de septiembre
- 130 Cedar Street – hotel de lujo
- High Line – parque lineal
- Newgate Prison – La primera penitenciaría del estado que funcionó entre 1797a 1829
- The Standard, High Line – hotel de lujo
- Verizon Building – edificio residencial entre las calles Barclay y Vesey.
- Washington Street Plaza – Plaza peatonal entre las calles Carlisle y Albany.
- Westbeth Artists Community (antiguamente Bell Laboratories Building) – antigua infraestructura de Bell Labs convertida en espacios residenciales y estudios artísticos.
- West Village Houses – Un set de edificios inspirados en Jane Jacobs construidos en lugar de grandes bloques de apartamentos

## Transporte
Debido a que Washington Street se encuentra en el extremo oeste de la isla, el transporte público en sus alrededores es escaso. El bus M8 que cruza la isla atraviesa Washington Street en ambas direcciones. Rumbo al oeste en Christopher Street y rumbo al este en la Calle 10 Oeste; La M21 recorre Washington Street con rumbo sur entre Houston Street y Spring Street antes de voltear al este.
Las estaciones más cercanas del Metro de Nueva York a Washington Street incluyen (de norte a sur) la estación Calle 14–Octava Avenida de la línea de la Octava Avenida y la Línea Canarsie (trenes A, C, E y L) y las estaciones Christopher Street – Sheridan Square, Houston Street, Canal Street y Franklin Street de la Línea de la Séptima Avenida-Broadway (trenes 1 y 2).